# أديب برومند
عبدالعلي أديب برومند (مواليد 1303 في غزبرخوار - 23 مارس 2015 في طهران) كان شاعرًا وطنيًا لإيران ومحامًا ورئيس مجلس القيادة والمجلس المركزي للجبهة الوطنية الإيرانية. بعد إنشاء الجبهة الوطنية الإيرانية من قبل شخصيات مثل محمد مصدق وحسين فاطمي وبداية حركة تأميم النفط، وقف أديب برومند لدعمهم. بعد سقوط حكومة مصدق خلال انقلاب 1953 في إيران انضم برومند إلى حركة المقاومة الوطنية إلى جانب العديد من أصدقاء مصدق، مثل محمد نخشب وسيد رضا زنجاني وإلخ في النشاط السياسي. في عام 1339 م شارك في تأسيس الجبهة الوطنية كتنظيم سياسي مع الله يار صالح وغلام حسين صديقي وباقر كاظمي وكريم سنجابي وإلخ. وتم اعتقاله وسجنه أثناء اعتصام مجلس الشيوخ.
بعد ثلاثة عشر عامًا، تم إحياء الجبهة الوطنية عام 1373 بقيادة أديب برومند وبحضور أشخاص مثل حسين شاه حسيني وحسين موسويان وبرويز ورجاوند ومسعود حجازي واستمرت في معارضة الجمهورية الإسلامية. أطول فترة نشاط للجبهة الوطنية كانت خلال رئاسة أديب برومند. أراد أديب برومند فصل الدين عن الحكومة.
نشر أديب برومند عدة مجلدات من القصائد. له نشاطات عديدة في مجال الأدب الفارسي.

## وفاته
توفي أديب برومند في 23 مارس 2015 عن عمر يناهز 93 عامًا بسبب كبر سنه في طهران

## وصلات خارجية
- الموقع الرسمي
- صفحة الفيسبوك
- الموقع الرسمي لأديب بوروماند
- نتيجة حستي ، أديب برومند ، منشورات قصيداسرة ، 2013.
- " التاريخ الشفوي للجبهة الوطنية الإيرانية" ؛ مقابلة مع الأستاذ أديب برومند
- تقرير مصور لإزاحة الستار عن كتاب كلستان أديب